# Jetix (France)
Jetix est une chaîne de télévision française diffusée du 1er janvier 2004 au 31 mars 2009. Auparavant, elle a été également disponible à Monaco, en Belgique, au Luxembourg, en Suisse, à Madagascar, et dans les territoires et départements d'outre-mer français (à la Réunion, Guyane, Guadeloupe, Martinique...). En 2008, la chaîne est renommée Disney XD.

## Histoire
Le 23 juillet 2001, Disney-ABC rachète le groupe Fox Family Worldwide pour 5,3 milliards de dollars et renommera par la suite Fox Kids Europe en Jetix Europe. Le 28 août 2004, Jetix France est lancée en remplacement de Fox Kids France et diffuse régulièrement et indépendamment ses propres émissions. 
Le 10 juin 2008, Jetix Europe signe un contrat avec Disney-ABC International Television pour que la gestion de la chaîne soit assurée par Disney Channel France. Cela fait suite au contrat signé la veille concernant les droits de diffusion de Jetix en Europe, accordé à la même société. Le 12 février 2009, Disney annonce le renommage pour le 1er avril 2009 de la chaîne Jetix France en Disney XD,. 
La chaîne est alors diffusée sur Canalsat et Numericable en France et par l'ADSL sur BeTV et Belgacom TV en Belgique.

### Voix off
- Miguel Derennes (2004-2009)

## Identité visuelle

### Logos

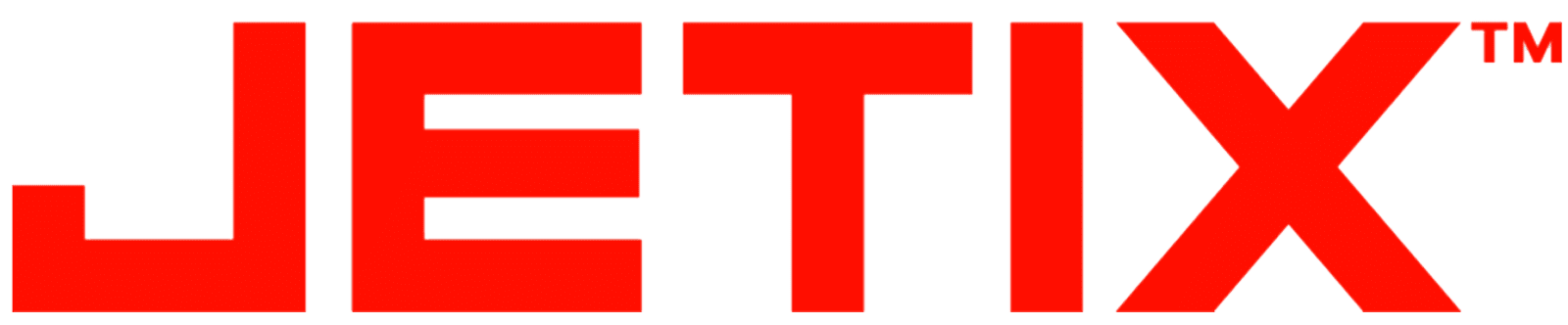
Logo de Jetix du 28 août 2004 au 31 mars 2009

### Slogan
- Du 28 août 2004 au 31 août 2007 : La Télé Puissance X
- Du 31 août 2007 au 31 mars 2009 : La télé qui déchaîne tes héros

## Programmes
- Achille Talon (2005-2006)
- Action Man (2004-2005)
- Action Man: A.T.O.M. - Alpha Teens on Machines (2005-2009)
- American Dragon: Jake Long (2008-2009)
- Canards extrêmes (2004-2006)
- Chair de poule (2005)
- Cybergirl (2004-2009)
- Da Möb (2004-2005)
- Denis la Malice (2004-2008)
- Diabolik, sur les traces de la panthère (2005)
- Digimon Tamers (2004-2009)
- Fantaghiro (2004-2005)
- Funky Cops (2004-2008)
- Gadget et les Gadgetinis (2004-2009)
- Galactik Football (2006-2009)
- Get Ed (2005-2009)
- Heathcliff (2004-2008)
- Hot Wheels Acceleracers (2005-2006)
- Inspecteur Gadget (2004-2008)
- Iron Kid (2006-2009)
- Iznogoud (2005-2006)
- Jayce et les Conquérants de la lumière (2004-2007)
- Jason et les héros de l'Olympe (2005-2008)
- Kitou Scrogneugneu (2004-2008)
- L'Odyssée (2004-2005)
- Le Monde de Quest (2008-2009)
- Les Minipouss (2004-2005)
- MASK (2004-2007)
- Mega Man NT Warrior (2004-2006)
- Mega Robot Super Singes Hyperforce Go ! (2005-2006)
- Michel Vaillant (2004-2008)
- Mission pirates (2006-2009)
- Medabots (2004-2009)
- Monster Buster Club (2008-2009)
- Monster Warriors (2007-2008)
- Nascar Racers (2005)
- Ōban, Star-Racers (2006-2009)
- Pokémon (2004-2009)
- Pole position (2004-2005)
- PorCité (2004-2006)
- Power Rangers (2004-2009)
- Pucca (2005-2009)
- RoboBlatte (2004-2009)
- Sacré Andy ! (2005-2007)
- Shaman King (2004-2009)
- Shaolin Wuzang (2006-2009)
- Shin-chan (2004-2009)
- Shinzo (2004-2005)
- Shuriken School (2006-2009)
- Sonic X (2004-2009)
- SOS Croco (2004-2005)
- Spider-Man, l'homme-araignée (2004-2006)
- Team Galaxy (2007-2009)
- Tortues Ninja (2004-2009)
- Totally Spies! (2004-2009)
- Urban Vermin (2007-2009)
- Viewtiful Joe (2006)
- W.I.T.C.H. (2005-2009)
- Wounchpounch (2006)
- X-Men (2004-2006)
- Yin Yang Yo (2007-2008)